# Bojsno
Bojsno é uma vila localizada no município de Brežice na Eslovênia. Possuía uma população estimada de 212 habitantes em 2020.